# Croûton
Pour le personnage de bande dessinée, voir Jules Annibal Crouton.

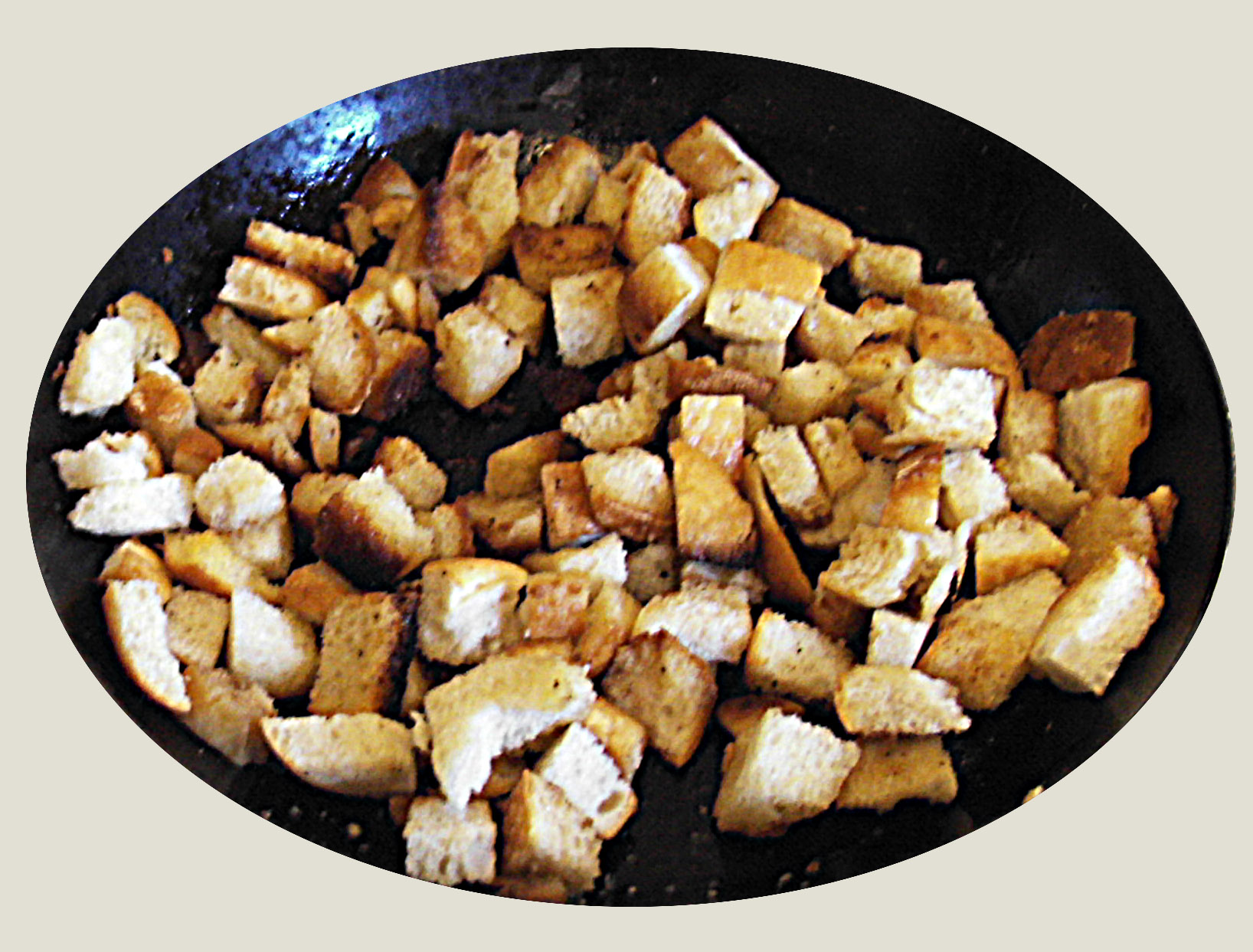
Croûtons.

Un croûton est un petit morceau de pain sec de forme variée (losange, rondelle, croissant, dé, etc.), parfois assaisonné, doré au beurre, frit à l'huile et/ou séché au four, et qui sert de garniture à certains plats.
Il est aussi donné comme nom à l'extrémité d'une baguette.

## Usages
Il est notamment utilisé pour donner plus de croustillant et ajouter du goût aux salades, notamment la salade César. Il peut également servir d'accompagnement, trempé dans les soupes (comme la soupe à l'oignon ou la bouillabaisse), dans les sauces des poissons « à la grenobloise », ou encore être consommé pour l'apéritif, surmonté de jambon, de chorizo, de fromage, etc. Le croûton peut aussi être ajouté dans certains hamburgers et sandwichs pour apporter une touche de texture au plat.

## Variantes régionales
Le mot sert aussi, dans certaines régions, à désigner l'extrémité d'une baguette ou d'une flûte, aussi appelée « quignon » (dans une large partie du Midi de la France et au Québec), « crougnon » (dans le centre de la France), « crotchon » (également « crochon », « trognon », « croûtion », « cusignon », « cugignon » ou « gousignon », en Suisse romande et en Vallée d'Aoste) ou « cul du pain » (en Wallonie et à Bruxelles).